# Don Rolando
Don Rolando (bürgerl.: Roland Winckler) ist ein Künstler und Buchautor aus Osnabrück, der sich insbesondere durch seine über 17-jährige historische Recherchearbeit zu den Zittwerken, Zittau jüngst einen Namen gemacht hat.

## Leben und Arbeit
Um die Jahrtausendwende entdeckte er auf Mallorca seine Leidenschaft für die Kunst und erschuf erste Werke unter dem Namen DON ROLANDO. Einige Jahre später eröffnete er eine eigene Galerie in Osnabrück an der Dielinger Straße. Dort entstand 2002 die Idee das längste Gemälde der Welt zu erschaffen, dabei sollte ausschließlich positive Zeitgeschichte abgebildet werden. Die Recherche für dieses Werk ließ Don Rolando erstmals auf die „Zittwerke“ stoßen. Seither konzentrierte sich der Künstler darauf Nachforschungen zu den Zittwerken zu Zeiten des Nationalsozialismus anzustellen. 2019 veröffentlichte er das Buch „DIE ZITTWERKE - Dr. Jürgen Ulderups geheime, unbekannte Schaltstelle des HOLOCAUST“ und ist seitdem als Buchautor bekannt. Aufbauend auf seine Arbeit veröffentlicht das ZDF im Oktober 2021 eine Doku-Reihe bei ZDFinfo (und der ZDF-Mediathek) unter dem Titel „Geheime Unterwelten der SS - Das Geheimnis von Zittau“ sowie „Geheime Unterwelten der SS - Das Rätsel der Zittwerke“.